# Bill Enyart
William L. Enyart, Jr. dit Bill Enyart, né le 22 septembre 1949 à Pensacola, est un ancien général et un homme politique américain, membre du Parti démocrate. Il représente le douzième district de l'Illinois à la Chambre des représentants des États-Unis de 2013 à 2015.